# Senátní obvod č. 29 – Litoměřice
Senátní obvod č. 29 – Litoměřice je podle zákona č. 247/1995 Sb. tvořen částí okresu Litoměřice, ohraničenou na západě obcemi Libochovany, Malé Žernoseky, Lhotka nad Labem, Vchynice, Jenčice, Třebenice a Vlastislav, a severní částí okresu Kladno, ohraničenou obcemi Vraný, Vrbičany, Klobuky, Hořešovičky, Zichovec, Bílichov, Pozdeň, Plchov, Libovice, Tuřany, Studeněves, Slaný, Žižice, Velvary a Uhy.
Současným senátorem je od roku 2024 Ondřej Štěrba.

## Senátoři

Karel Burda
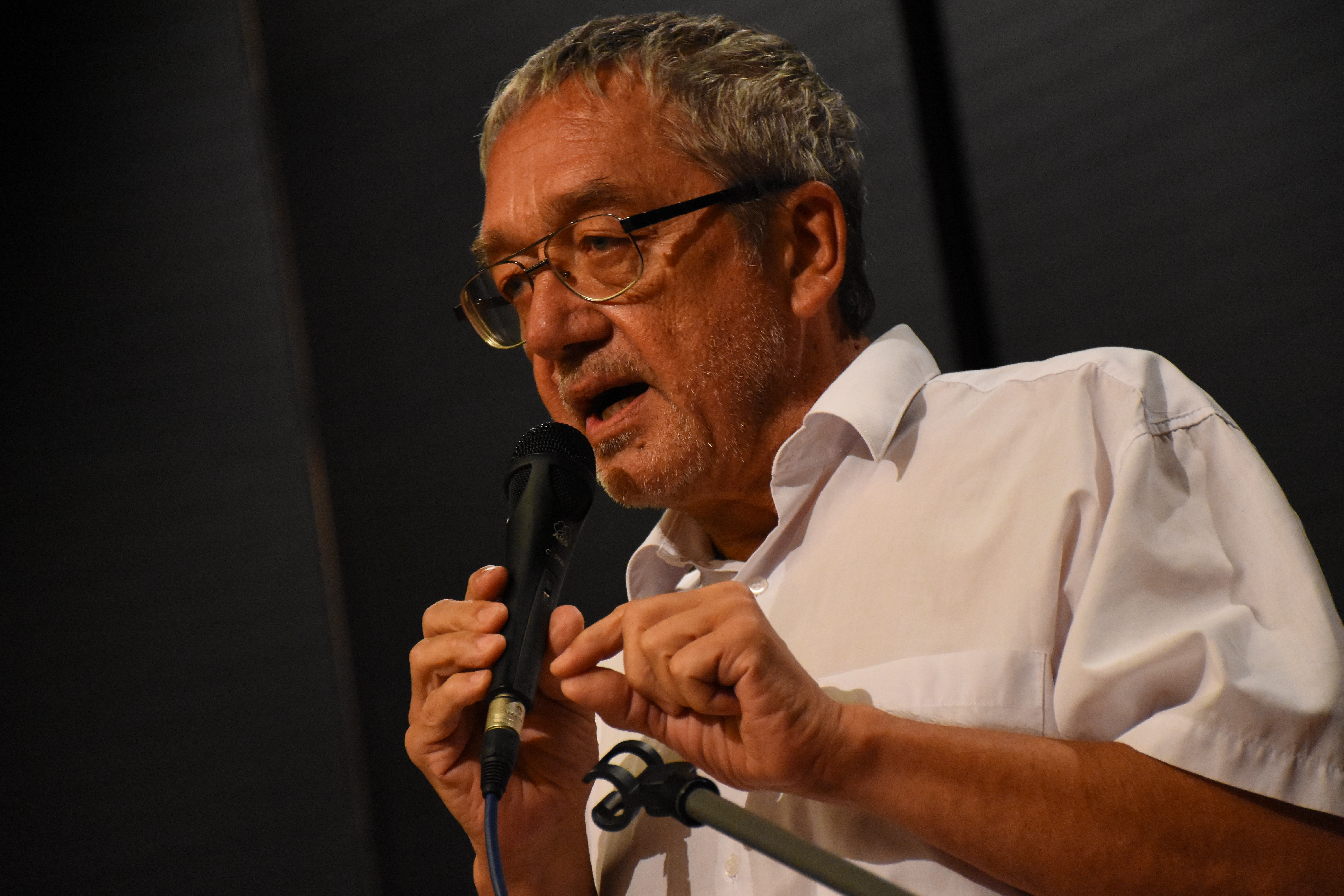
Zdeněk Bárta
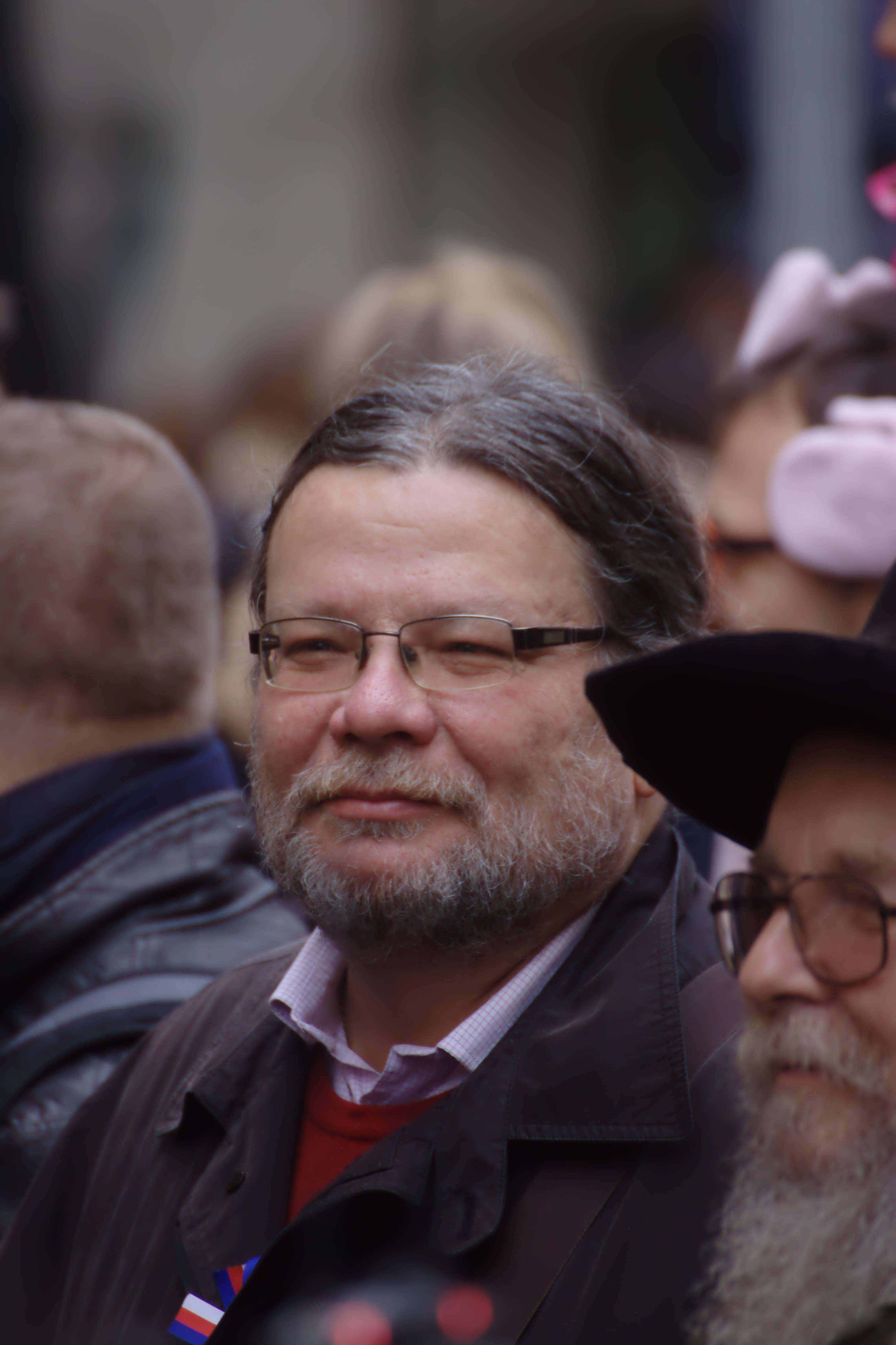
Alexandr Vondra
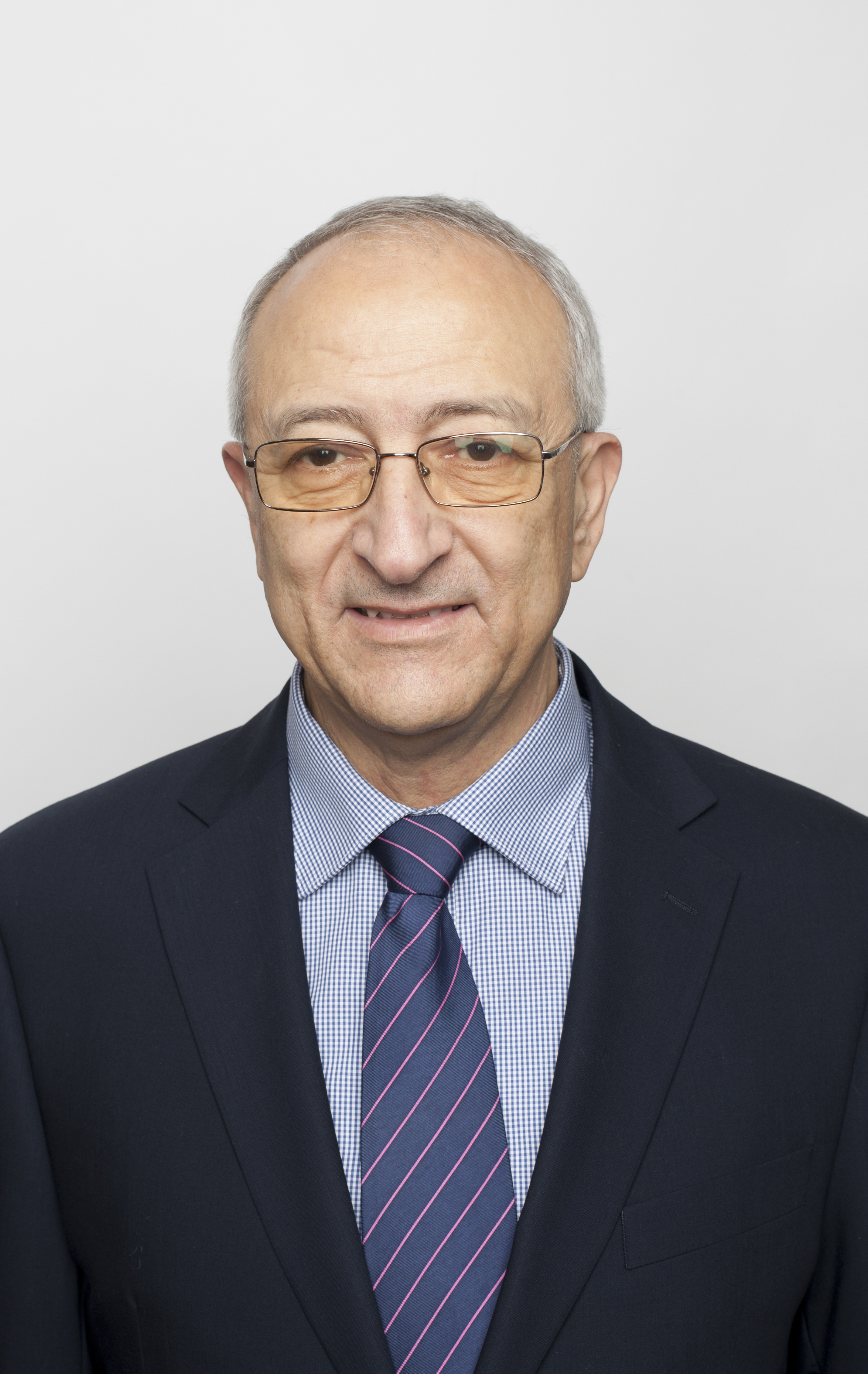
Hassan Mezian
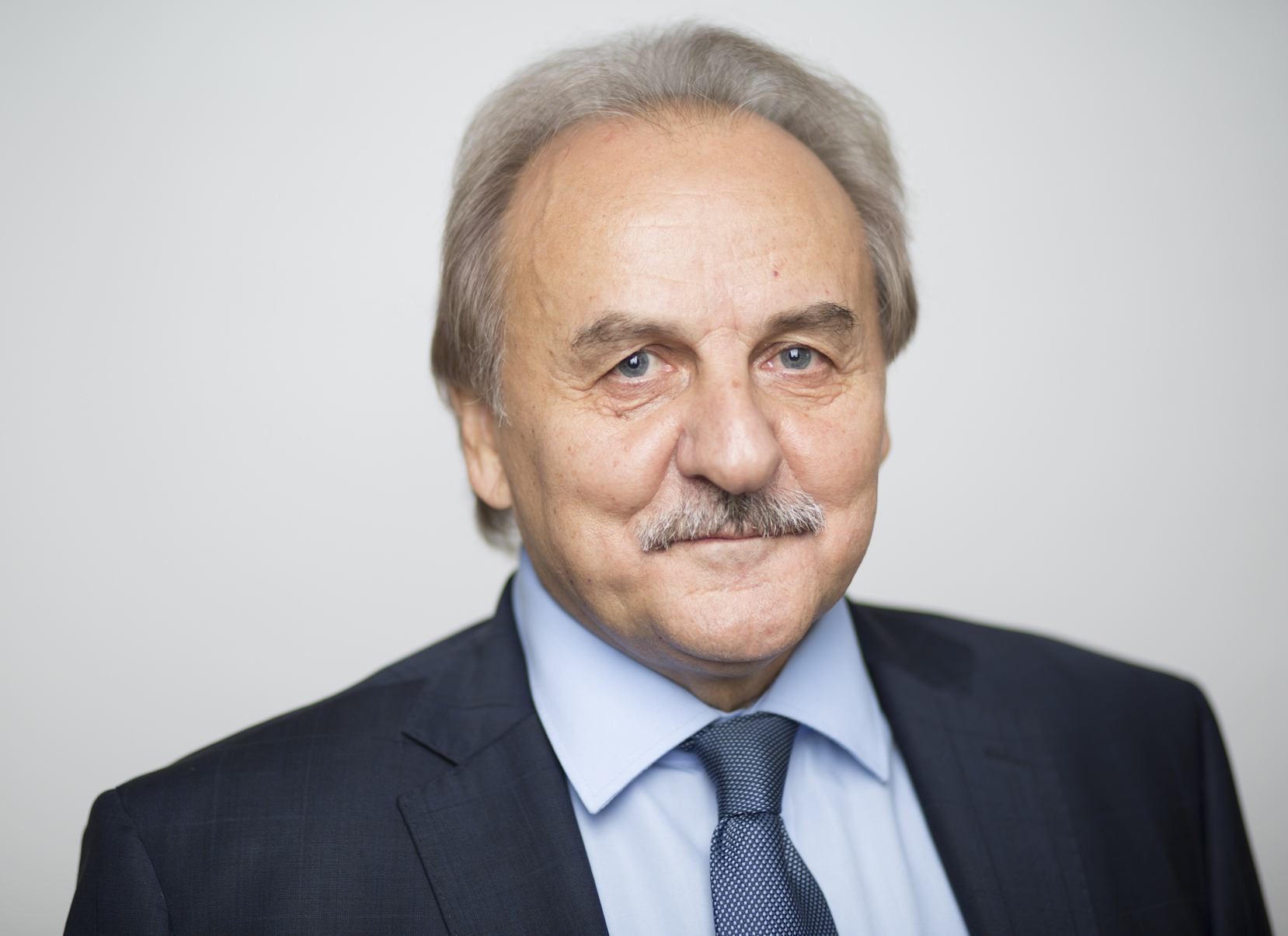
Ladislav Chlupáč
Ondřej Štěrba

| Volby | Volby | Senátor               | Volební strana | Navrhující strana | Politická příslušnost | Odkaz  |
| ----- | ----- | --------------------- | -------------- | ----------------- | --------------------- | ------ |
|       | 1996  | Ing. Karel Burda      | ODS            | ODS               | ODS                   | profil |
|       | 2000  | Mgr. Zdeněk Bárta     | 4KOALICE       | KDU-ČSL           | BEZPP                 | profil |
|       | 2006  | RNDr. Alexandr Vondra | ODS            | ODS               | BEZPP                 | profil |
|       | 2012  | MUDr. Hassan Mezian   | ČSSD           | ČSSD              | ČSSD                  | profil |
|       | 2018  | Mgr. Ladislav Chlupáč | ODS            | ODS               | ODS                   | profil |
|       | 2024  | MUDr. Ondřej Štěrba   | ANO            | ANO               | ANO                   |        |

## Volby

### Rok 1996
| Kandidát | Kandidát            | Volební strana | Navrhující strana | Politická příslušnost | Počet hlasů (1. kolo) | %     | Počet hlasů (2. kolo) | %     |
| -------- | ------------------- | -------------- | ----------------- | --------------------- | --------------------- | ----- | --------------------- | ----- |
|          | Ing. Karel Burda    | ODS            | ODS               | ODS                   | 15 600                | 41,93 | 21 798                | 60,60 |
|          | Jiřina Švorcová     | KSČM           | KSČM              | KSČM                  | 9 335                 | 25,09 | 14 171                | 39,40 |
|          | Josef Pol           | ČSSD           | ČSSD              | BEZPP                 | 7 405                 | 19,90 | —                     | —     |
|          | Petr Brzák          | ODA            | ODA               | ODA                   | 2 107                 | 5,66  | —                     | —     |
|          | MUDr. Karla Barková | DEU            | DEU               | DEU                   | 1 783                 | 4,79  | —                     | —     |
|          | MVDr. Radomír Novák | MDS            | MDS               | MDS                   | 977                   | 2,63  | —                     | —     |

### Rok 2000
| Kandidát | Kandidát          | Volební strana | Navrhující strana | Politická příslušnost | Počet hlasů (1. kolo) | %     | Počet hlasů (2. kolo) | %     |
| -------- | ----------------- | -------------- | ----------------- | --------------------- | --------------------- | ----- | --------------------- | ----- |
|          | Mgr. Zdeněk Bárta | 4KOALICE       | KDU-ČSL           | BEZPP                 | 12 702                | 35,60 | 19 104                | 66,91 |
|          | Pavel Pospíšek    | KSČM           | KSČM              | KSČM                  | 8 606                 | 24,12 | 9 447                 | 33,08 |
|          | Ing. Karel Burda  | ODS            | ODS               | ODS                   | 7 306                 | 20,47 | —                     | —     |
|          | Robert Kopecký    | ČSSD           | ČSSD              | ČSSD                  | 7 062                 | 19,79 | —                     | —     |

### Rok 2006
| Kandidát | Kandidát              | Volební strana | Navrhující strana | Politická příslušnost | Počet hlasů (1. kolo) | %     | Počet hlasů (2. kolo) | %     |
| -------- | --------------------- | -------------- | ----------------- | --------------------- | --------------------- | ----- | --------------------- | ----- |
|          | RNDr. Alexandr Vondra | ODS            | ODS               | BEZPP                 | 16 358                | 35,74 | 15 696                | 58,59 |
|          | Robert Kopecký        | ČSSD           | ČSSD              | ČSSD                  | 8 214                 | 17,94 | 11 093                | 41,40 |
|          | PaedDr. Zdeněk Dušek  | KSČM           | KSČM              | KSČM                  | 7 336                 | 16,02 | —                     | —     |
|          | Mgr. Květa Jeriová    | SNK ED         | SNK ED            | BEZPP                 | 6 244                 | 13,64 | —                     | —     |
|          | Mgr. Zdeněk Bárta     | KDU-ČSL, SZ    | KDU-ČSL           | BEZPP                 | 3 950                 | 8,63  | —                     | —     |
|          | Ing. Luboš Vrtilka    | NEZ/DEM        | NEZ/DEM           | BEZPP                 | 1 633                 | 3,56  | —                     | —     |
|          | Ing. Jiří Jelen       | US-DEU         | US-DEU            | US-DEU                | 1 537                 | 3,35  | —                     | —     |
|          | Anděla Dvořáková      | „21“           | „21“              | BEZPP                 | 495                   | 1,08  | —                     | —     |

### Rok 2012
| Kandidát | Kandidát                  | Volební strana     | Navrhující strana | Politická příslušnost | Počet hlasů (1. kolo) | %     | Počet hlasů (2. kolo) | %     |
| -------- | ------------------------- | ------------------ | ----------------- | --------------------- | --------------------- | ----- | --------------------- | ----- |
|          | MUDr. Hassan Mezian       | ČSSD               | ČSSD              | ČSSD                  | 8 595                 | 22,37 | 10 467                | 52,56 |
|          | Jitka Sachetová           | KSČM               | KSČM              | KSČM                  | 9 422                 | 24,53 | 9 447                 | 47,43 |
|          | RNDr. Alexandr Vondra     | ODS                | ODS               | ODS                   | 6 718                 | 17,49 | —                     | —     |
|          | Mgr. Stanislav Berkovec   | TOP 09, STAN       | TOP 09            | BEZPP                 | 3 980                 | 10,36 | —                     | —     |
|          | Dr. Ing. Richard Hartmann | Svobodní           | Svobodní          | Svobodní              | 2 903                 | 7,55  | —                     | —     |
|          | Jiří Šlégr                | NÁR.SOC.           | NÁR.SOC.          | NÁR.SOC.              | 2 173                 | 5,65  | —                     | —     |
|          | JUDr. Ivan Přikryl        | S.cz               | S.cz              | S.cz                  | 1 798                 | 4,68  | —                     | —     |
|          | MUDr. Vladimír Říha       | KDU-ČSL, SZ, HNHRM | KDU-ČSL           | KDU-ČSL               | 1 391                 | 3,62  | —                     | —     |
|          | Tomáš Jarolím             | VV                 | VV                | VV                    | 765                   | 1,99  | —                     | —     |
|          | Ing. František Malý       | SBB                | SBB               | SBB                   | 660                   | 1,71  | —                     | —     |

### Rok 2018
| Kandidát | Kandidát               | Volební strana | Navrhující strana | Politická příslušnost | Počet hlasů (1. kolo) | %     | Počet hlasů (2. kolo) | %     |
| -------- | ---------------------- | -------------- | ----------------- | --------------------- | --------------------- | ----- | --------------------- | ----- |
|          | Mgr. Ladislav Chlupáč  | ODS            | ODS               | ODS                   | 11 432                | 24,50 | 10 930                | 56,40 |
|          | MUDr. Ondřej Štěrba    | ANO            | ANO               | ANO                   | 9 113                 | 19,53 | 8 446                 | 43,59 |
|          | MUDr. Miroslav Jiránek | PRO Zdraví     | PRO Zdraví        | BEZPP                 | 6 028                 | 12,92 | —                     | —     |
|          | Libor Uhlík            | SEN 21         | SEN 21            | BEZPP                 | 5 472                 | 11,72 | —                     | —     |
|          | Ing. Josef Šenfeld     | KSČM           | KSČM              | KSČM                  | 5 261                 | 11,27 | —                     | —     |
|          | Mgr. Josef Dobeš       | NK             | NK                | BEZPP                 | 3 738                 | 8,01  | —                     | —     |
|          | MUDr. David Rath       | ČS             | ČS                | BEZPP                 | 2 323                 | 4,97  | —                     | —     |
|          | František Novotný      | SPD            | SPD               | SPD                   | 1 939                 | 4,15  | —                     | —     |
|          | Jan Vondrouš           | NE-VOLIM.CZ    | NE-VOLIM.CZ       | NE-VOLIM.CZ           | 1 346                 | 2,88  | —                     | —     |

### Rok 2024
Ve volbách v roce 2024 senátor Ladislav Chlupáč obhajoval svůj mandát za koalici SPOLU (tj. KDU-ČSL, ODS a TOP 09). Za Piráty s podporou hnutí SEN 21 kandidoval kardiolog Miroslav Jiránek, který o post senátora v tomto obvodu usiloval již ve volbách v roce 2018. Kandidátem koalice Stačilo! (tj. KSČM, SD-SN a ČSNS) byl dopravní expert a vodohospodář Jan Skalický. Za hnutí STAN kandidoval poslanec Petr Liška. Kandidátem Svobodných byl starosta městyse Zlonice Martin Kratochvíl. Za ČSSD kandidoval energetický analytik a konzultant Vladimír Vlk. O senátorský mandát se rovněž ucházel praktický lékař a kandidát koalice SPD a Trikolora Ilja Baudyš a lékař Ondřej Štěrba z hnutí ANO, který v tomto obvodu kandidoval již ve volbách v roce 2018.
V prvním kole vyhrál s 37,87 % hlasů Ondřej Štěrba. Do druhého kola s ním postoupil také Ladislav Chulupáč, který obdržel 15,83 % hlasů.
Ve druhém kole vyhrál Ondřej Štěrba, který získal 63,21 % hlasů.
| Kandidát | Kandidát               | Volební strana       | Navrhující strana | Politická příslušnost | Počet hlasů (1. kolo) | %     | Počet hlasů (2. kolo) | %     |
| -------- | ---------------------- | -------------------- | ----------------- | --------------------- | --------------------- | ----- | --------------------- | ----- |
|          | MUDr. Ondřej Štěrba    | ANO                  | ANO               | ANO                   | 13 269                | 37,87 | 12 435                | 63,21 |
|          | Mgr. Ladislav Chlupáč  | KDU-ČSL, ODS, TOP 09 | ODS               | ODS                   | 5 546                 | 15,83 | 7 235                 | 36,78 |
|          | Ing. Petr Liška        | STAN                 | STAN              | STAN                  | 4 820                 | 13,75 | —                     | —     |
|          | MUDr. Miroslav Jiránek | Piráti               | Piráti            | BEZPP                 | 3 749                 | 10,70 | —                     | —     |
|          | Ing. Jan Skalický      | ČSNS, KSČM, SD-SN    | ČSNS              | BEZPP                 | 2 576                 | 7,35  | —                     | —     |
|          | Bc. Martin Kratochvíl  | Svobodní             | Svobodní          | Svobodní              | 2 486                 | 7,09  | —                     | —     |
|          | MUDr. Ilja Baudyš      | SPD, Trikolora       | SPD               | SPD                   | 2 214                 | 6,32  | —                     | —     |
|          | Ing. Vladimír Vlk      | ČSSD                 | ČSSD              | ČSSD                  | 370                   | 1,05  | —                     | —     |

## Volební účast
|  | nejvyšší volební účast |  | nejnižší volební účast |

| Rok  | % (1. kolo) | % (2. kolo) |
| ---- | ----------- | ----------- |
| 1996 | 34,77       | 33,25       |
| 2000 | 34,41       | 25,53       |
| 2006 | 43,83       | 23,30       |
| 2012 | 35,82       | 16,84       |
| 2018 | 42,20       | 16,50       |
| 2024 | 30,98       | 16,95       |